# Košická Belá
Košická Belá és un poble i municipi d'Eslovàquia. Es troba a la regió de Košice, a l'est del país.

## Història
La primera referència escrita de la vila data del 1397.

## Demografia
| Godina             | 1994 | 2004   | 2014   | 2024   |
| ------------------ | ---- | ------ | ------ | ------ |
| Nombre de persones | 965  | 962    | 996    | 1006   |
| Diferència         |      | −0,31% | +3,53% | +1,00% |

| Godina             | 2023 | 2024   |
| ------------------ | ---- | ------ |
| Nombre de persones | 994  | 1006   |
| Diferència         |      | +1,20% |